# Boltenstern (Adelsgeschlecht)

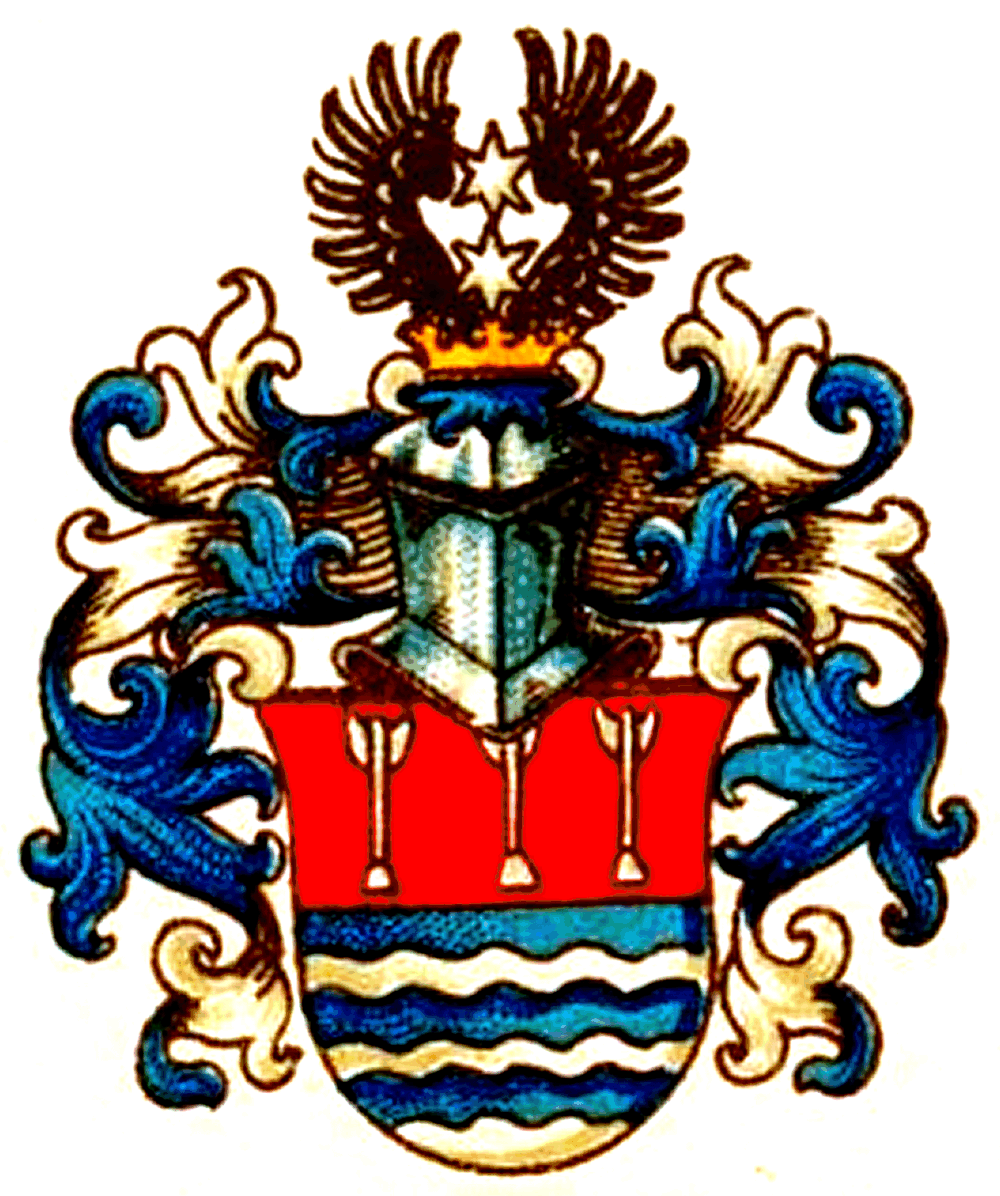
Wappen derer von Boltenstern

Boltenstern ist der Name eines schwedisch-pommerschen Adelsgeschlechts.

## Geschichte
Das Geschlecht stammt ursprünglich aus Pommern und beginnt die direkte Stammreihe mit Michael Bolte (* um 1550), Bürgermeister zu Loitz und herzoglich pommerscher Rat.

## Adelserhebungen
- Schwedischer Adelsstand als „Boltenstern“ am 26. Juni 1675 in Stockholm für Joachim Bolte als königlich schwedischer Protonotar am Hofgericht zu Greifswald, auch Bürgermeister zu Wolgast.
- Immatrikulation bei der Adelsklasse der schwedischen Ritterschaft am 27. März 1824 unter Nr. 2295 für Gustav Adolf Boltenstern als königlich schwedischer Seconde-Major a. D.

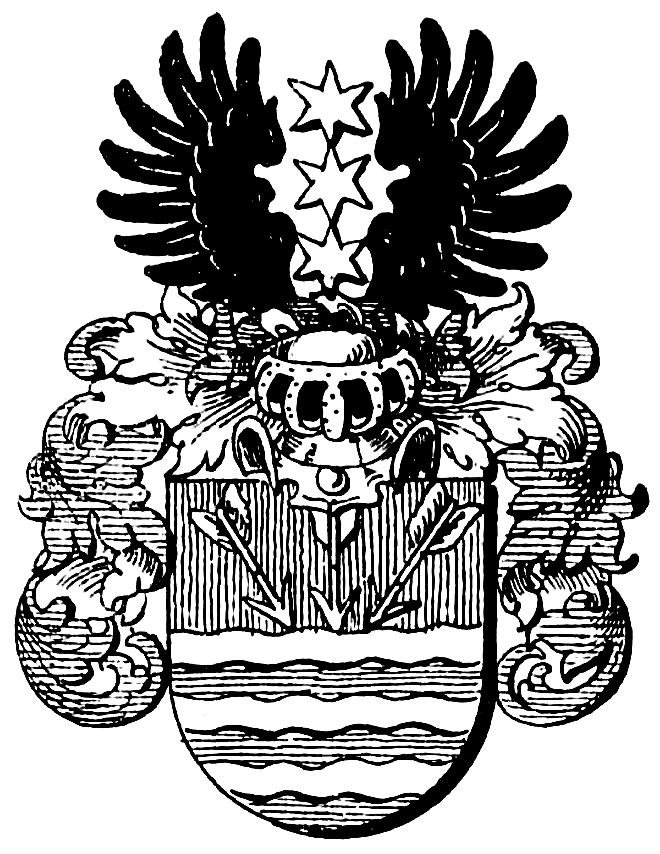
Wappen derer von Boltenstern

## Wappen (1675)
Das geteilte Wappen zeigt oben in Rot drei (fächerartig) gestürzte silberne Pfeile (auch Bolzen), unten in Blau drei silberne Querströme. Auf dem Helm mit blau-silbernen Decken pfahlweise drei (auch zwei) silberne Sterne zwischen offenem schwarzen Flug.

## Bekannte Familienmitglieder
- Ferdinand Wilhelm Franz Bolstern von Boltenstern (1786–1814), preußischer Offizier
- Franz Michael von Boltenstern (1657–1716), Direktor des königlich schwedischen Hofgerichts in Greifswald
- Johann Franz von Boltenstern (nach 1700–1763), Richter am Hofgericht in Greifswald und am Obertribunal Wismar
- Konstantin von Boltenstern (1823–1897), preußischer Generalleutnant
- Margarethe von Brauchitsch (1865–1957, geborene von Boltenstern), Textilkünstlerin
- Walter von Boltenstern (1889–1952), deutscher Generalleutnant im Zweiten Weltkrieg
- Werner von Boltenstern (1897–1985), deutscher Generalmajor der Wehrmacht